# 水野守政
水野 守政（みずの もりまさ、元和9年（1623年） - 正徳5年12月16日（1716年1月10日））は、江戸時代前期の旗本。池田光仲家臣・荒尾重就の子。水野守信の養子。初名は守行。通称は左京、半左衛門。官位は従五位下、伊豆守、備中守。室は内藤正勝の娘。子に水野忠矩（長男）、内藤清枚（次男）、成瀬正章室。養子に水野忠慎（荒尾帯刀某の子）。

## 来歴
祖父の養子となり、寛永8年（1631年）2月15日、将軍徳川秀忠に拝謁した。寛永14年12月8日（1638年）、守信の没後に家督を継いだ。
万治2年（1659年）8月21日、永井直孟とともに定火消に任命され、12月28日布衣を着ることを許された。延宝元年（1673年）4月14日、持筒頭となり、延宝4年（1676年）3月4日、百人組頭となる。天和2年（1682年）4月21日、700石加増され計5700石となった。封地は河内国交野、丹南、錦部、近江国野洲、栗太、蒲生、甲賀の8郡。
貞享2年（1685年）12月29日、旗本最高役職ともされる大目付に就任し、従五位下・伊豆守に叙任された。貞享4年（1687年）8月21日、留守居となった。元禄元年（1688年）3月10日、罪を得て小普請に落とされ、出仕を止められた。翌元禄2年（1689年）6月4日許された。
正徳5年（1715年）に93歳で没し、家督は養子の忠慎が継いだ。